# Stockbridge (Vermont)
Stockbridge – miasto w Stanach Zjednoczonych, w stanie Vermont, w hrabstwie Windsor.